# Lionel George Curtis

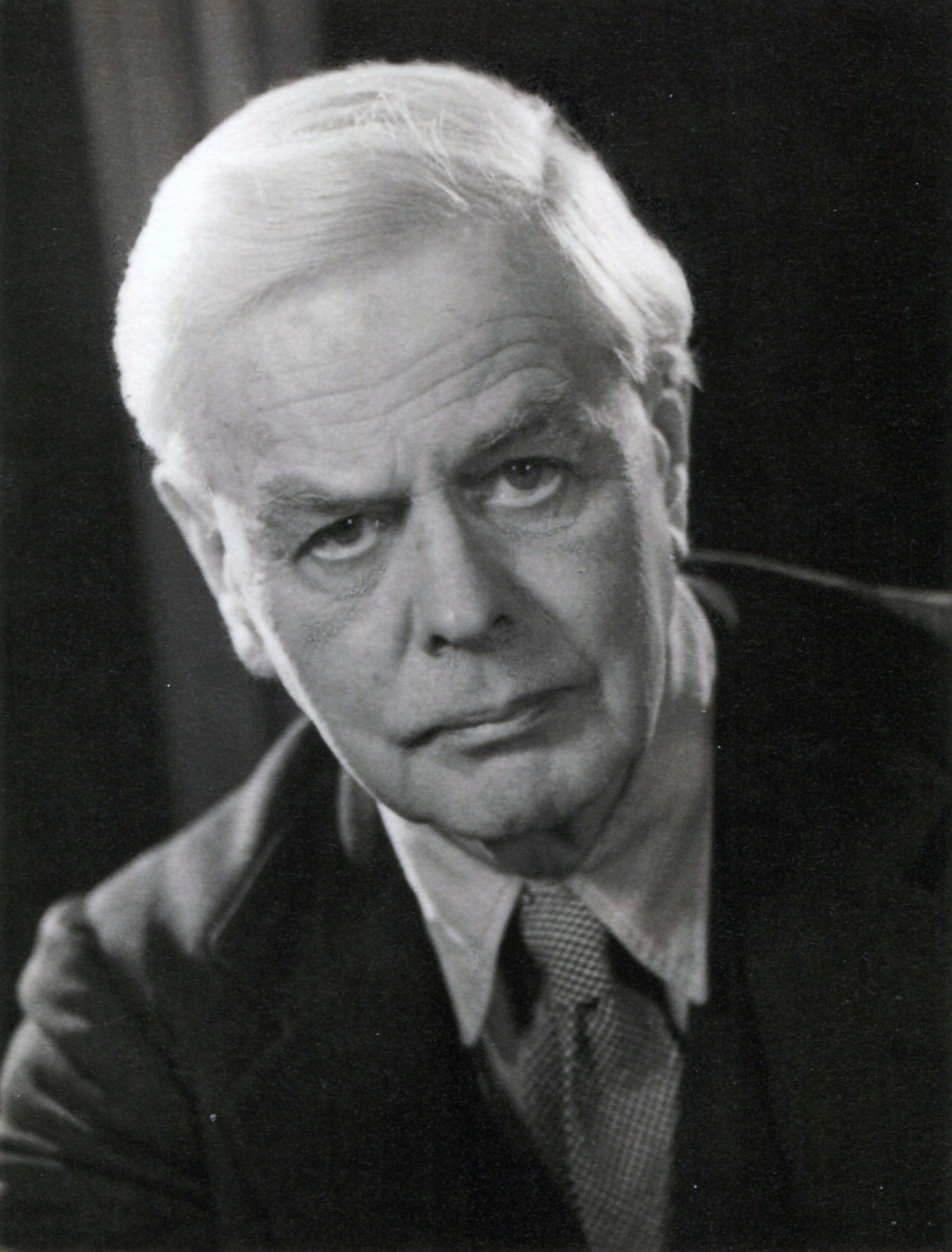
Lionel George Curtis

Lionel George Curtis (* 7. März 1872 in Little Eaton, Derbyshire, England; † 24. November 1955 bei Oxford, Oxfordshire) war ein britischer Beamter und Schriftsteller. Er plädierte für ein Föderalistisches Britisches Weltreich (Imperial Federation) und später für einen Weltstaat. Seine Ideen über Dyarchie wurden bei der Entwicklung des Gesetzes zur Regierung Indiens von 1919 (Government of India Act 1919) berücksichtigt. Seine Schriften beeinflussten wesentlich die Entwicklung des Commonwealth of Nations.

## Leben
Curtis studierte am Haileybury College und anschließend an der University of Oxford und wurde Anwalt. Er kämpfte als Freiwilliger im Zweiten Burenkrieg bei den City Imperial Volunteers und arbeitete als Sekretär für Lord Milner – eine Anstellung, die auch der Abenteuer-Schriftsteller John Buchan innehatte. Er widmete sich in dieser Zeit umfassend der Schaffung eines geeinten, selbstverwalteten Südafrika. Nach Milners Tod im Jahre 1925, wurde er der zweite Leiter von „Milner’s Kindergarten“; eine Aufgabe, die er bis zu seinem Tod im Jahr 1955 wahrnahm. Seine Erfahrungen verarbeitete er zu einem Konzept einer Weltregierung (Federal World Government), das zu seinem Lebenswerk wurde. Zur Verfolgung dieses Ziels gründete er 1910 die quartalsweise erscheinende Zeitschrift The Round Table: The Commonwealth Journal of International Affairs. 1912 wurde er zum Beit Dozent für Kolonialgeschichte an der Universität Oxford ernannt und Fellow am All Souls College.
Auf der Pariser Friedenskonferenz von 1919 regten britische und amerikanische Delegierte unter der Führung von Lionel Curtis die Gründung einer Institution an, die sich mit dem Studium internationaler Probleme befassen solle, mit der Absicht Kriege in der Zukunft zu vermeiden. Die Verwirklichung dieses Konzeptes führte zur Gründung des Royal Institute of International Affairs.

## Veröffentlichungen
Die wichtigsten Werke Curtis’ sind:
- The Commonwealth of Nations, 1916;
- Dyarchie, 1920; und
- Civitas Dei: The Commonwealth of God (1938), in dem er darlegt, dass die USA dem Commonwealth beitreten müssten und dass der Commonwealth sich danach in eine Weltregierung entwickeln müsse.

## Einzelquellen
1. ↑  Fromkin, David: "A Peace to end all Peace". 1989, S. 232 (englisch).
2. ↑  Edgar Trevor Williams, A. F. Madden, David Kenneth Fieldhouse. Oxford and the Idea of Commonwealth. Routledge, 1982. (Seiten 39, 98)